# ماتيو زوبي
ماتيو زوبي (Matteo Zuppi مواليد 11 أكتوبر 1955) هو كاهن كاثوليكي إيطالي، أصبح كاردينال في عام 2019، ويشغل منصب رئيس مجلس أساقفة إيطاليا. 
وُلد في روما وتخرّج من جامعة لاتيران البابوية، ويُعرف بدوره في تعزيز الحوار والسلام، سواء داخل إيطاليا أو على الساحة الدولية.
ويُعتبر أحد المرشحين لخلافة البابا فرنسيس.